# Église Saint-Martin de Réthoville
Pour les articles homonymes, voir Église Saint-Martin.
L'église Saint-Martin de Réthoville est un édifice catholique qui se dresse sur le territoire de l'ancienne commune française de Réthoville, dans le département de la Manche, en région Normandie.

## Localisation
L'église Saint-Martin, bâti sur le coteau qui domine la zone côtière marécageuse, est située au centre de l'ancienne commune de Réthoville, commune intégrée à la commune nouvelle de Vicq-sur-Mer, dans le département français de la Manche.

## Historique
À la fin du XVIIe siècle, le clocher dont la base est ogival a été rehaussé et doté d'une balustrade (désormais noyée dans le béton). En 1738, c'est la nef qui est relevée avec l'ajout de solides contreforts afin de recevoir une voûte en pierre qui ne fut jamais réalisée ; elle est restée en lambris.
Sur les trois cloches, deux disparurent en juillet 1792 lors de la Révolution. La troisième qui a été conservée a été baptisée en 1754 par le curé de Réthoville, Guillaume Bertaut, en présence de Pierre de Sainte-Mère-Église, « écuyer seigneur Domonville et Réthoville ».
Vers 1870, le sanctuaire fera l'objet d'importantes restaurations.
Lors de la Seconde Guerre mondiale, les Allemands en ont fait un point d'observation en relation avec l'artillerie établie à Néville et ont pour cela bétonné le sommet de la tour.

## Description
De l'église primitive, sous le vocable de saint Martin il ne reste que le chœur qui a été remanié. Il est séparé de la nef par un arc triomphal gothique orné d'une perque à crucifix en bois peint du XVIIIe siècle, avec de chaque côté de petits autels secondaires. Celui de droite est dédié à saint Sébastien et celui de gauche est dédié à la Vierge Marie. Derrière cette première arcade une seconde, romane permet l’aménagement de la voûte en dôme qui forme abside. Le chœur ainsi que la voûte arborent une peinture murale constellée d'étoiles. 

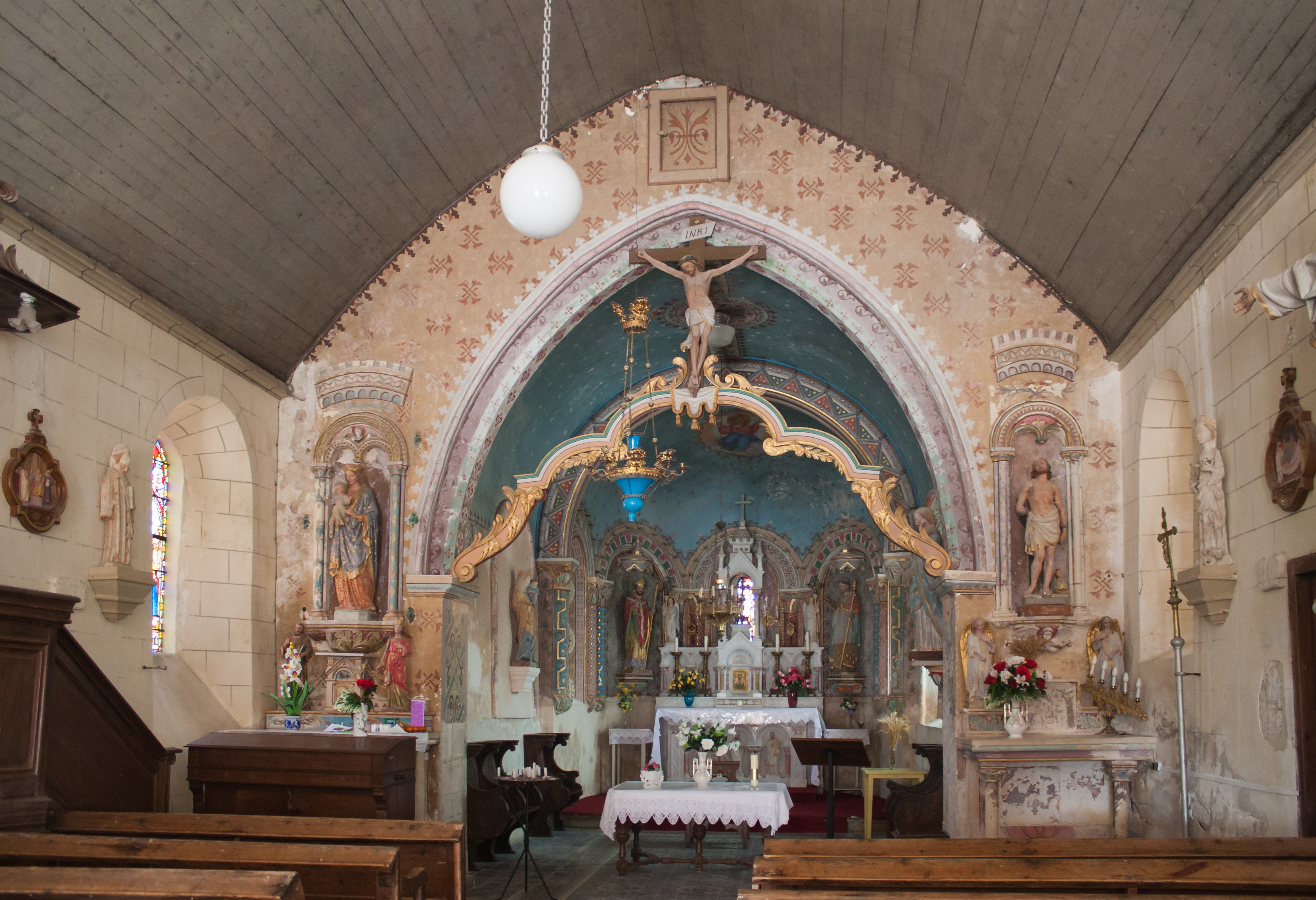
Le chœur séparé de la nef par une arcade orné d'une perque à crucifix.
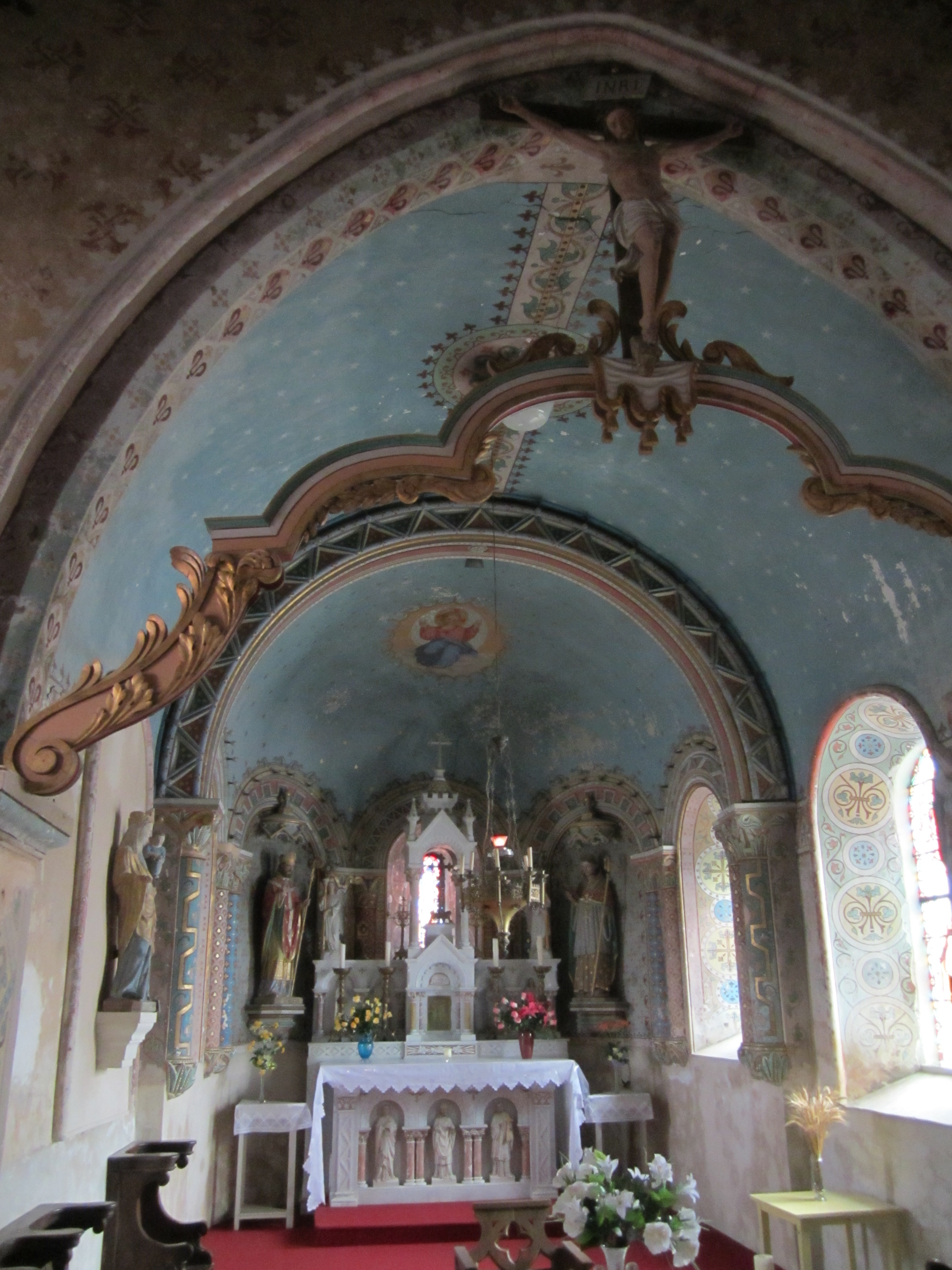
L'arcade romane et l'abside.

## Mobilier
L'église abrite trois statues classées au titre objet aux monuments historiques : une Vierge à l'Enfant en pierre polychrome du deuxième tiers du XIVe siècle, un saint Jacques le Majeur et une de sainte Catherine du XVIe siècle. Marie, vêtue simplement mais avec une couronne pour retenir son voile, tient dans son bras gauche l'Enfant-Jésus qui joue avec un oiseau. La statue de sainte Catherine en albâtre la représente tenant à la main un livre et une épée, et gisant à ses pieds Porphyre décapité à cause de sa foi. 
Le maître-autel en marbre blanc, encadré à gauche par saint Martin et à droite par saint Maur, date de 1902. Sont également conservés, une cuve baptismale du XVIIIe en pierre calcaire ornée d'un cordon circulaire, un bénitier du XVIIe, une chaire à prêcher du XVIIe, un ex-voto représentant un brick en bois du XIXe et une verrière des XIXe et XXe siècles.

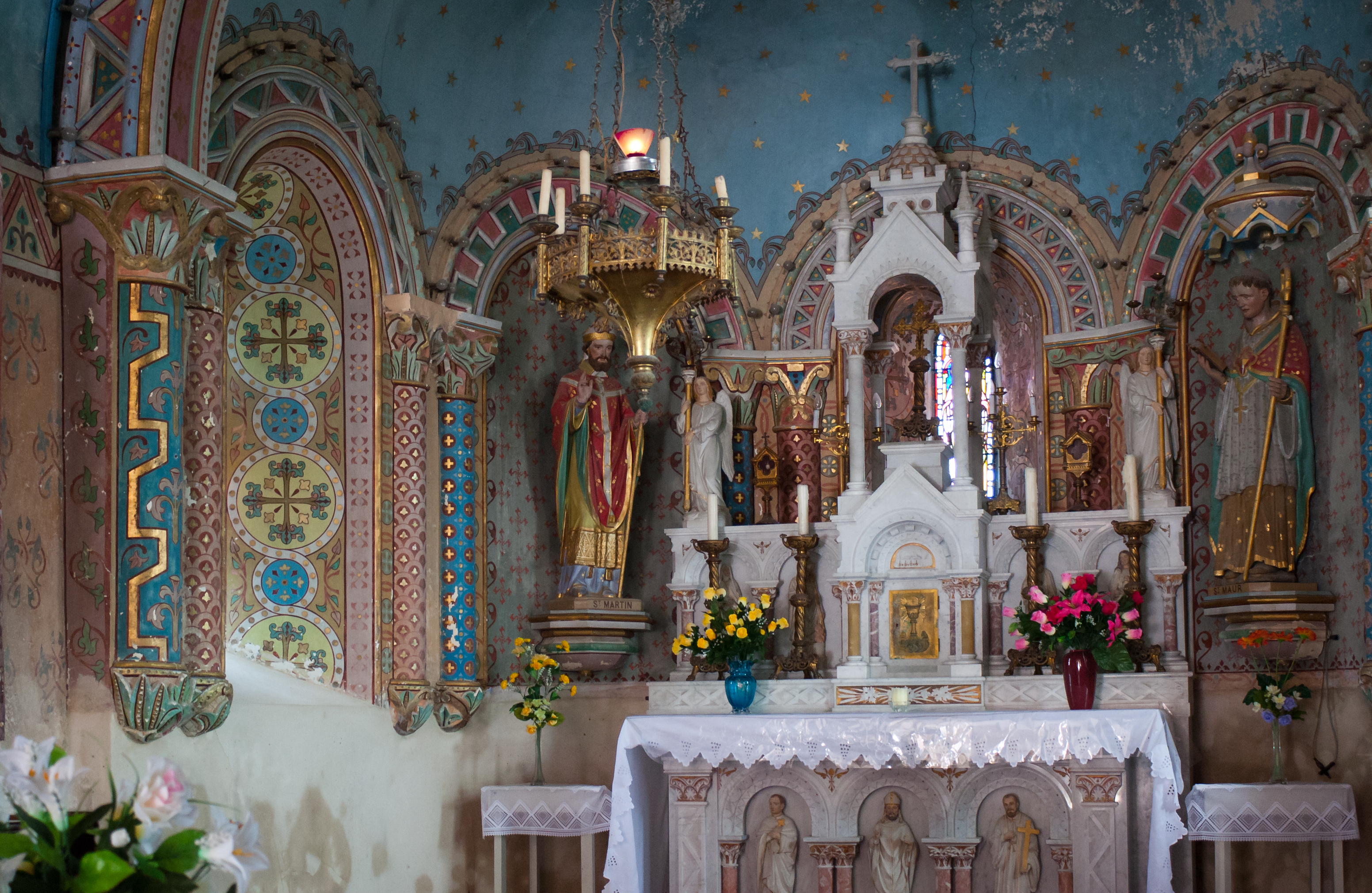
Le maître-autel.
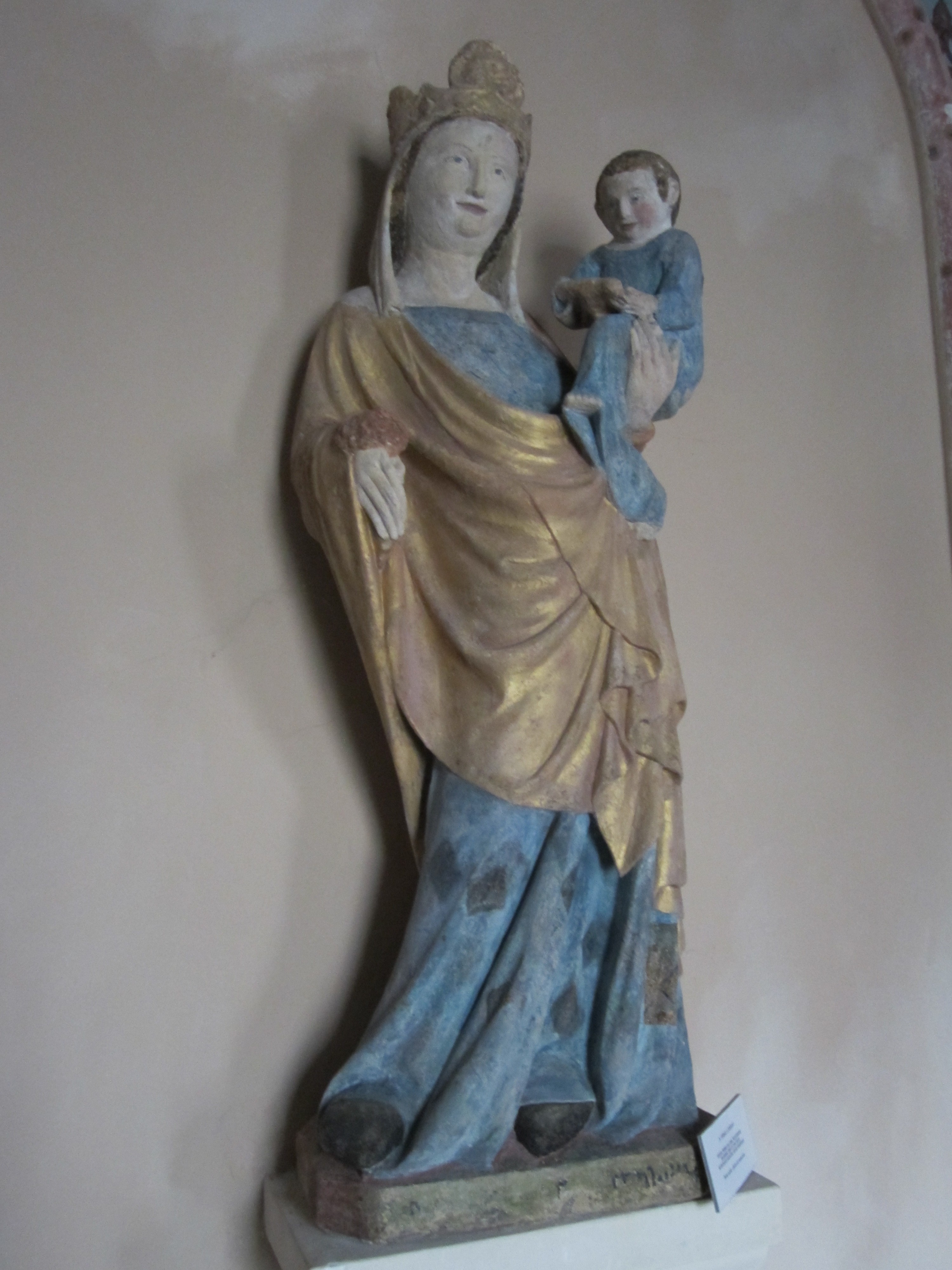
Vierge à l'Enfant.
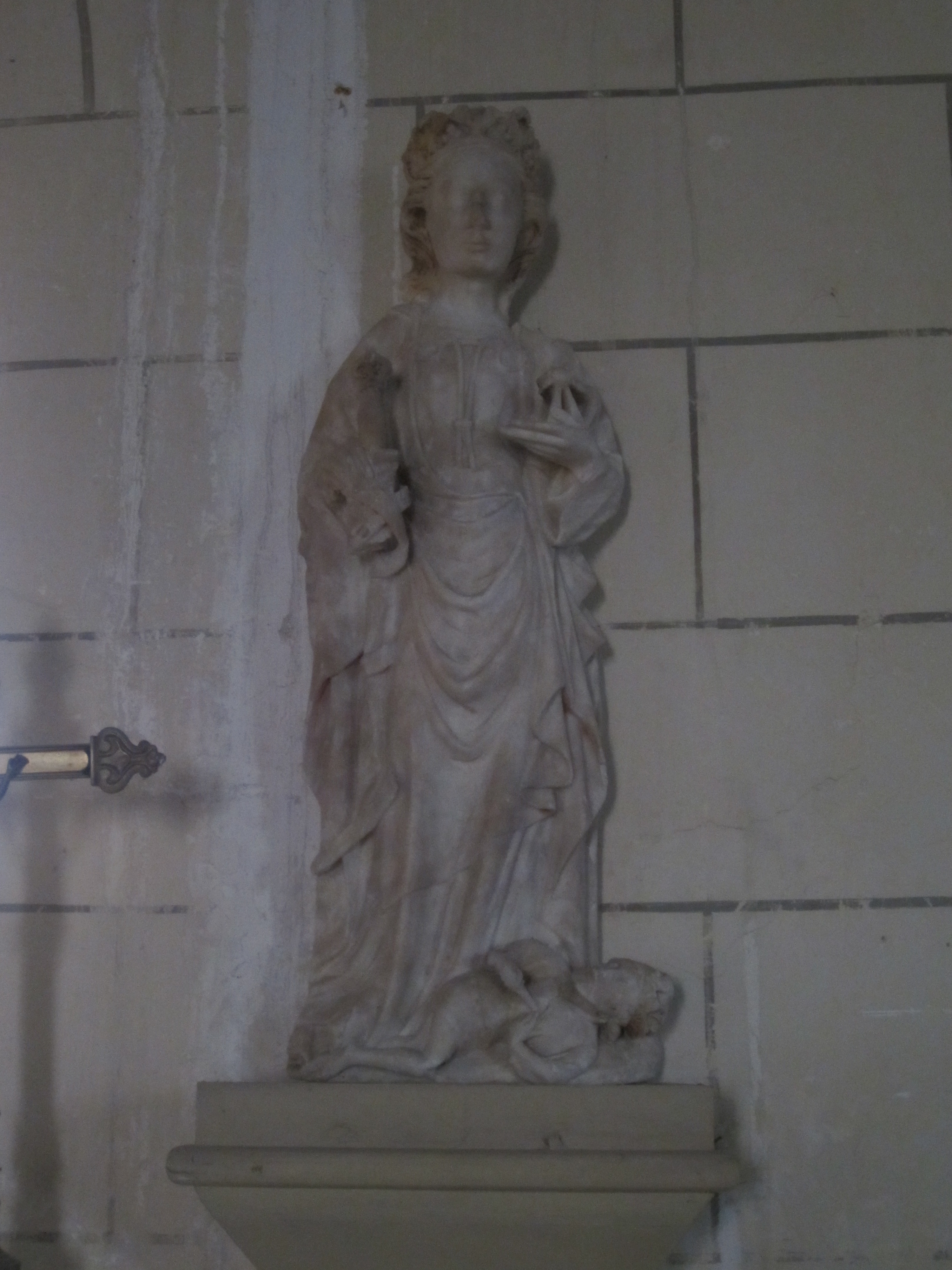
Sainte Catherine.